# Episodi di Shameless (serie televisiva 2004) (quarta stagione)
La quarta stagione della serie televisiva Shameless, composta da 8 episodi, è stata trasmessa in prima visione assoluta nel Regno Unito da Channel 4 dal 9 gennaio al 27 febbraio 2007.
In Italia la stagione è inedita.
| nº | Titolo originale    | Titolo italiano | Prima TV UK      | Prima TV Italia |
| -- | ------------------- | --------------- | ---------------- | --------------- |
| 1  | New Beginning       |                 | 9 gennaio 2007   |                 |
| 2  | New Romances        |                 | 16 gennaio 2007  |                 |
| 3  | You Decide          |                 | 23 gennaio 2007  |                 |
| 4  | The Runaway         |                 | 30 gennaio 2007  |                 |
| 5  | Boys, Boys, Boys    |                 | 6 febbraio 2007  |                 |
| 6  | Dangerous Situation |                 | 13 febbraio 2007 |                 |
| 7  | Terrorist Target    |                 | 20 febbraio 2007 |                 |
| 8  | Revelations         |                 | 27 febbraio 2007 |                 |